# Velvary
Velvary (deutsch Welwarn, älter Welbern) ist eine Stadt in Tschechien. Sie liegt sieben Kilometer nordwestlich von Kralupy nad Vltavou und gehört zum Okres Kladno.

## Geographie
Velvary befindet sich linksseitig des Moldautals im Nordböhmischen Tafelland. Die Stadt liegt am rechten Ufer des Baches Bakovský potok an den Einmündungen des Červený potok und der Svodnice. Im Süden wird Velvary von der Staatsstraße I/16 zwischen der Autobahnabfahrt 18 der D 8 bei Nová Ves und Slaný umfahren. Die Stadt ist Endpunkt der Bahnstrecke Kralupy nad Vltavou–Velvary.
Nachbarorte sind Miletice und Dolní Kamenice im Norden, Budihostice und Chržín im Nordosten, Uhy im Osten, Hleďsebe 1. díl, Radovič und Nelahozeves im Südosten, Velká Bučina, Olovnice und Neuměřice im Süden, Kamenný Most, Nový Mlýn und Ješín im Südwesten, Hobšovice, Podhorní Mlýn, Nabdín und Bratkovice im Westen sowie Hospozín und Černuc im Nordwesten.

## Geschichte
Velvary entstand an einer bedeutsamen Handelsstraße von Prag in die Mark Meißen. Die erste urkundliche Erwähnung des dem Prager Kollegiatkapitel gehörenden Dorfes erfolgte im Jahre 1282. Karl IV. erhob Velvary 1357 zum Städtchen. 1482 erhob Wladislaw Jagiello Velvary zur Königlichen Stadt. Die um einen rechteckigen Marktplatz angelegte Stadt war befestigt und besaß vier Stadttore. Bestrebungen, die Stadt dem Oberstburggrafen von Prag zu unterstellen, blieben im 16. Jahrhundert erfolglos. 1593 bestätigte Rudolf II. Velvary als Königsstadt. Obwohl die Stadt im Dreißigjährigen Kriege keine Zerstörungen erlitt, verödete sie.

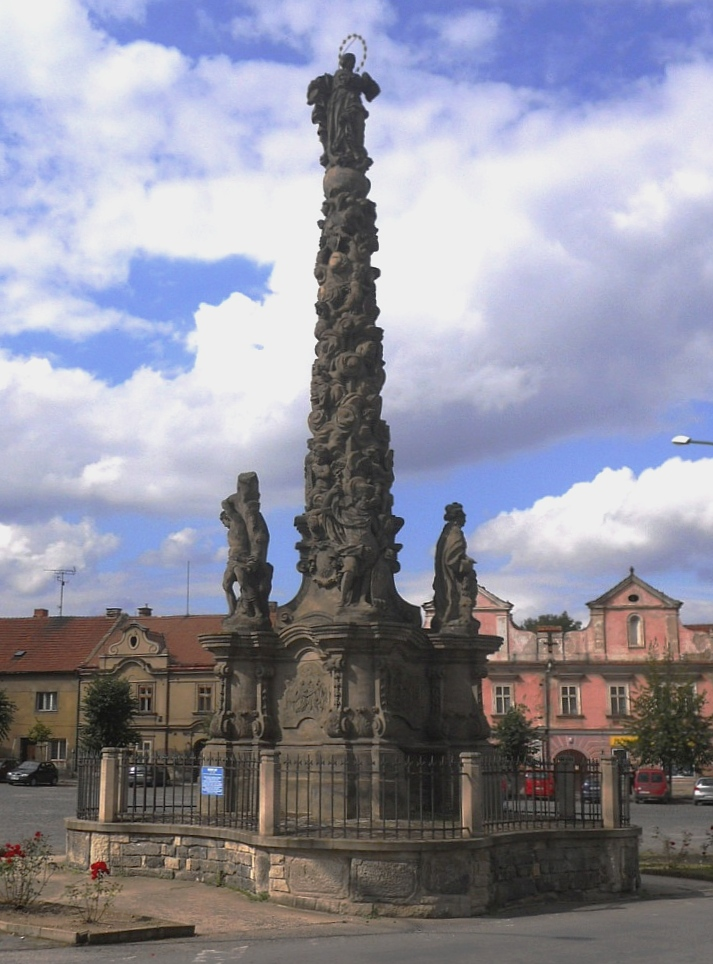
Pestsäule

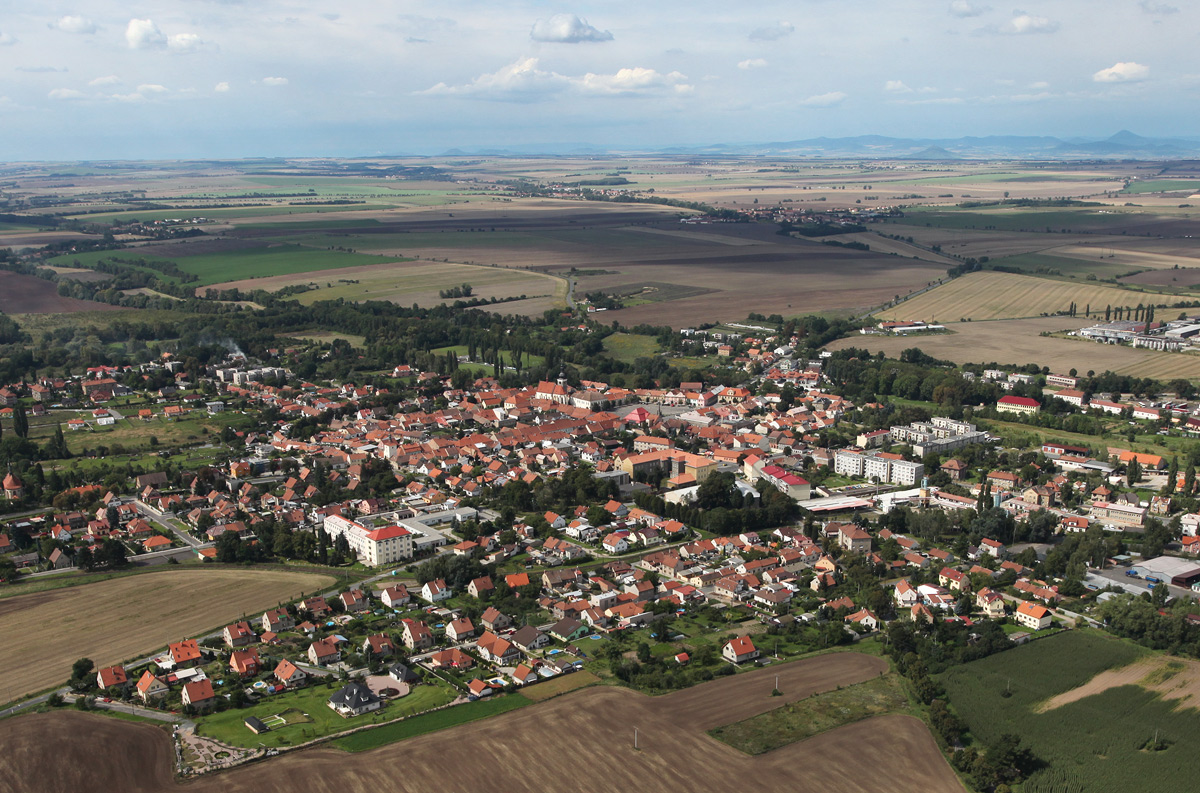
Velvary von Südosten gesehen

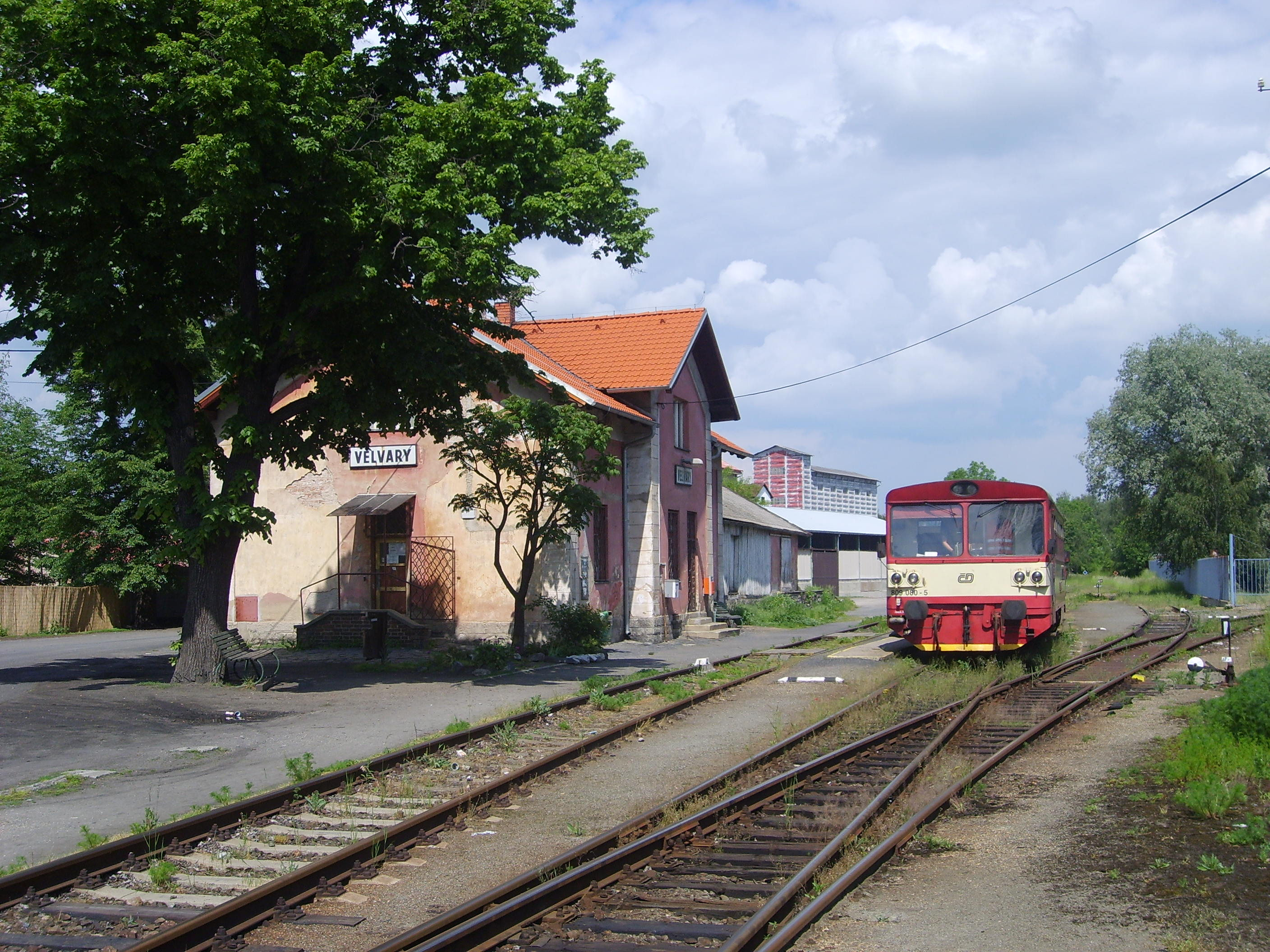
Bahnhof (2008)

Bis zur Mitte des 19. Jahrhunderts gehörte Velvary immer zu den böhmischen Kammergütern. Die Teplitzer Kaiserstraße bildete bis zur Aufnahme des Eisenbahnverkehrs die wichtigste Verbindung zwischen Prag und Dresden. Trend dieser Zeit war auch der Abriss einengender Stadtbefestigungen, deren Errichtungszweck nicht mehr gegeben war. 1841 wurde das Raudnitzer Tor, 1878 das Schlaner Tor abgebrochen und das Chržíner Tor fiel ebenfalls im 19. Jahrhundert.
Nach der Aufhebung der Patrimonialherrschaften wurde Velvary ab 1848 Sitz eines Gerichtsbezirkes und gehörte ab 1850 zur Bezirkshauptmannschaft Slaný. Die Verlagerung der Verkehrswege nach Sachsen in das Elbtal führte Velvary ins Abseits. Erst 1882 wurde Velvary durch eine Lokalbahn von Kralupp an das cisleithanische Eisenbahnnetz angeschlossen. Seit 1921 gehörte die Stadt zum Okres Kralupy nad Vltavou und nach dessen Auflösung im Jahre 1960 wurde sie dem Okres Kladno zugeordnet. 1961 erfolgte die Eingemeindung von Velká Bučina (mit Malá Bučina) und 1980 kam noch Ješín hinzu. Wegen der zahlreichen historischen Bauten wurde das Stadtzentrum von Velvary zum städtischen Denkmalschutzgebiet erklärt.

## Stadtgliederung
Die Stadt Velvary besteht aus den Ortsteilen Ješín (Jeschin), Malá Bučina (Klein Butschin), Velká Bučina (Groß Butschin) und Velvary (Welwarn) sowie den Ansiedlungen Nové Uhy (Neu Uha) und Radovič (Radowitz).

## Söhne und Töchter der Stadt
- Jan Antonín Koželuh (1738–1814), Komponist
- Leopold Koželuh (1747–1818), Komponist und Musikpädagoge
- Ferdinand Wussin (1770–1848), österreichischer Verwaltungsbeamter, k. k. Gubernialrat und Kreishauptmann des Saazer Kreises
- Václav Klement (1868–1938), Automobilfabrikant
- Ferdinand Stiebitz (1894–1961), klassischer Philologe und Übersetzer

## Sehenswürdigkeiten
- Dekanatskirche St. Katharinen, der gotische Bau stammt aus dem 14. Jahrhundert
- Friedhofskirche St. Georg, erbaut 1613–1616, letzter protestantischer Kirchenbau Böhmens vor der Rekatholisierung
- Spital
- herrschaftlicher Gasthof, heute Stadtbücherei
- Rathaus, Barockbau aus dem Jahre 1714
- Stadtmuseum
- Statue des hl. Johannes von Nepomuk
- Kapelle Allerheiligen
- Pestsäule auf dem Markt, geschaffen 1716–1719
- Prager Tor, Renaissancebau aus dem Jahre 1580
- Kapelle der hl. Dreifaltigkeit, errichtet am Dreifaltigkeitsbrunnen bei Radovič
- Halbhölzerner Glockenturm
- Ehemalige Synagoge, erbaut 1930

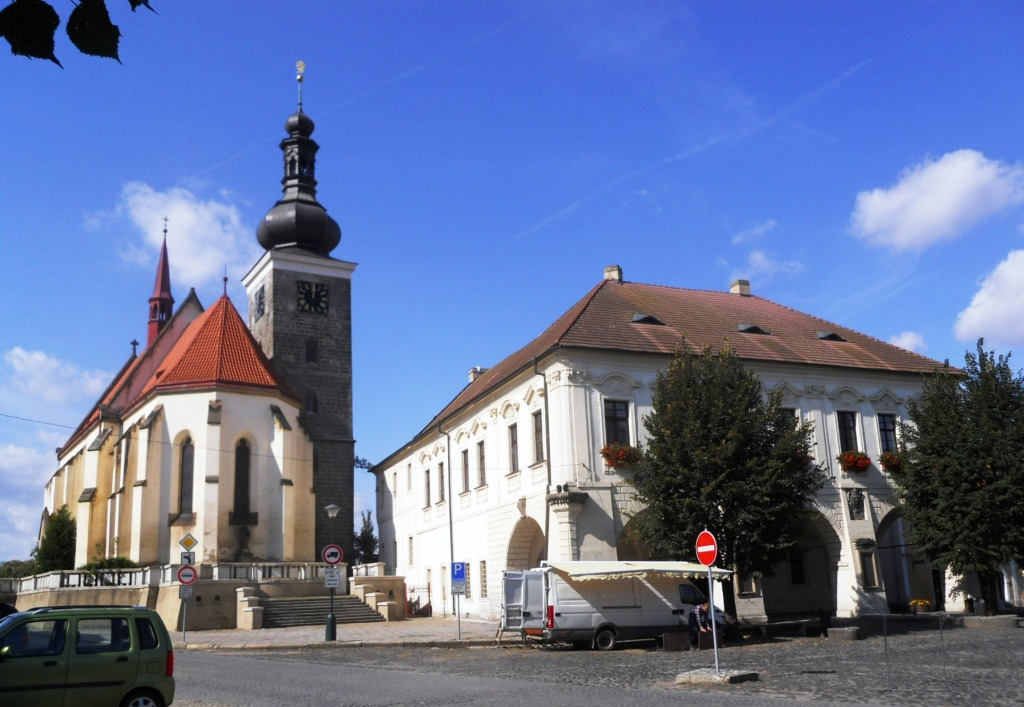
Rathaus und St. Katharinenkirche am Marktplatz
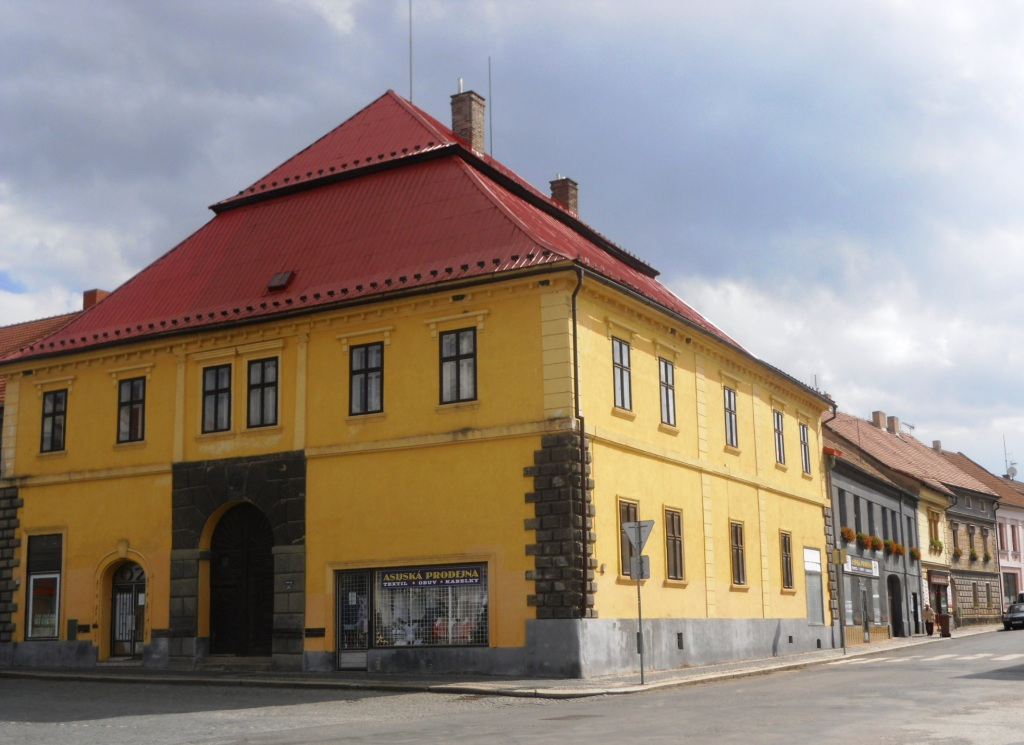
Haus Nr. 57 am Marktplatz (um 1600)
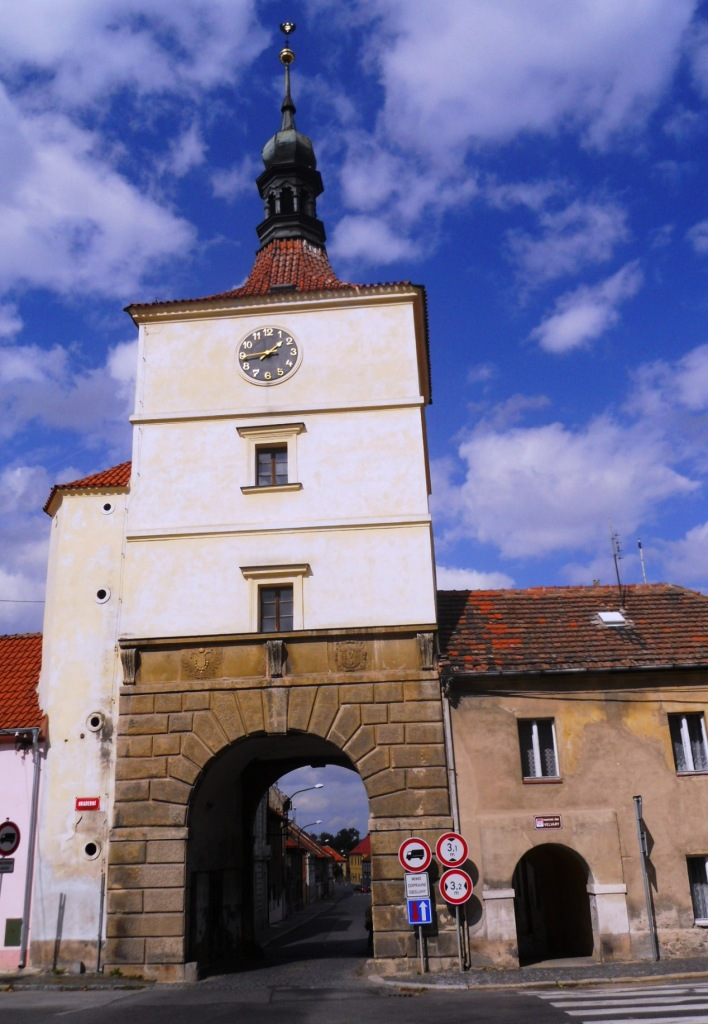
Prager Tor
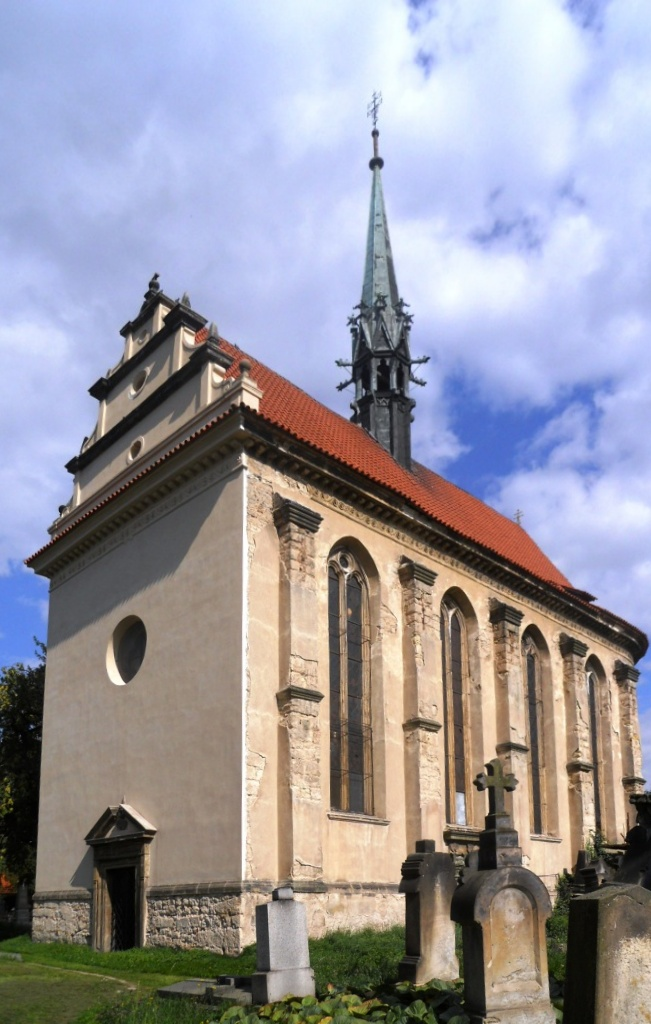
Friedhofskirche St. Georg